# Sword's Song
Sword's Song je druhé album od finské heavy metalové, power metalové, viking metalové, symphonic metalové kapely Battlelore.

## Seznam skladeb
1. "Sons of Riddermark" – 4:04
2. "Sword's Song" – 4:05
3. "The Mark of the Bear" – 4:24
4. "Buccaneers Inn" – 3:52
5. "Attack of the Orcs" – 3:11
6. "Dragonslayer" – 3:28
7. "Khazad-Dûm Pt.2 (Silent Caverns)" – 4:05
8. "Horns of Gondor" – 3:49
9. "The War of Wrath" – 3:55
10. "Forked Height" – 3:16
11. "Starlight Kingdom" – 4:26
12. "The Curse of the Kings (Bonus Track)" – 3:57